# Équilibre (nouvelle)
Pour les articles homonymes, voir Équilibre.
Équilibre (titre original : Balance) est une nouvelle de science-fiction écrite par Mike Resnick et publiée en 1989. 

## Parution
Cette nouvelle fait partie de l'anthologie Les Fils de Fondation présentée par Martin H. Greenberg.

## Résumé
Dans cette nouvelle qui est la plus courte du recueil (6 pages), l'auteur évoque Susan Calvin, ingénieur et robopsychologue, en train de faire un discours aux actionnaires de US Robotics, de croiser le regard d'un homme et de se poser des questions sur ses relations avec les autres êtres humains. La plupart d'entre eux pensent qu'elle est une femme froide et glaciale, sans cœur, sans féminité, qui ressemble aux robots qu'elle construit. Lorsque le discours est fini et que l'on se sépare avant de se rendre au cocktail, Susan se rend dans ses quartiers pour se changer et mettre une robe de soirée. Ses robots sont attentionnés à son égard, très gentils, très flatteurs : Susan trouve chez eux la gentillesse, la simplicité, la douceur, et en fin de compte l'humanité qu'elle ne trouve pas chez ses collègues…